# San Juan la Cureña
San Juan la Cureña är en ort i Mexiko.   Den ligger i kommunen Ocosingo och delstaten Chiapas, i den sydöstra delen av landet, 800 km öster om huvudstaden Mexico City. San Juan la Cureña ligger 845 meter över havet och antalet invånare är 238.
Terrängen runt San Juan la Cureña är varierad. Runt San Juan la Cureña är det glesbefolkat, med 16 invånare per kvadratkilometer. Närmaste större samhälle är Ocosingo, 16,1 km väster om San Juan la Cureña. I omgivningarna runt San Juan la Cureña växer i huvudsak städsegrön lövskog.